# Reinard Zandvoort
Reinard Willem Zandvoort (Avenhorn (N.H.) 2 juli 1894 - Amersfoort 7 augustus 1990) was een Nederlands hoogleraar in de Engelse taal en letterkunde aan de  Rijksuniversiteit Groningen.

## Biografie
Zandvoort volgde middelbaar onderwijs aan de gemeentelijke hbs en later het gymnasium te Zutphen. Vanaf 1913 studeerde hij Engels aan de Rijksuniversiteit te Groningen. Om praktijkervaring op te doen in het buitenland was hij vanaf eind 1914 tot media 1916 assistent-leraar Duits en Frans aan de Maidenhead County Boys School te Maidenhead. In 1915 behaalde hij zijn MO-A akte Engels. Zandvoort begon tijdens zijn studie met enkel andere studenten de publicatie The Student's Monthly. Het eerste nummer verscheen in januari 1917. Hieruit is het tweemaandelijkse wetenschappelijke tijdschrift voor anglisten English Studies, A Journal of English language and Literature voortgekomen. Zandvoort is zijn hele leven de drijvende kracht achter dit tijdschrift geweest met redacties van wisselende samenstelling waarin onder andere de grammaticus E. Kruisinga heeft gezeten.
Zandvoort werd in 1919 leraar Engels en handelscorrespondentie aan de gemeentelijke HBS te Nijmegen. In 1920 behaalde hij zijn MO-B akte. Op 23 mei 1922 behaalde hij zijn doctoraal aan de universiteit van Groningen. Hij promoveerde op 24 mei 1929 cum laude aan de Rijksuniversiteit Leiden op de dissertatie Sidney's Arcadia. A comparison between the two versions.
Zandvoort werd in 1936 benoemd tot privaatdocent in de Engelse filologie aan de universiteit van Leiden. In 1937 werd hij benoemd tot hoogleraar Engelse taal- en letterkunde aan de universiteit van Groningen en op 20 november 1937 hield hij zijn inaugurele rede. Hij volgde de filoloog P.N.U. Harting op. Bij het aanbreken van de Tweede Wereldoorlog in september 1939 hield Prof. Zandvoort een lezing over The study of English in wartime waar tevens verslag van gedaan is in het studenten Der Clercke Cronike van 22 september 1939. Zandvoort's interesse in de linguïstische
impact van de oorlog leidde uiteindelijk in de publicatie van het manuscript Wartime English: Materials for a Linguistic History of World II (1957). Het werk waar Zandvoort echter de meeste bekendheid mee verwierf in de anglistische wereld is zijn Handbook of English Grammar (1945) die de overeenkomsten en contrasten tussen de Nederlandse en Engelse grammatica benadrukte. Het boekwerk was met name uniek als zijnde een grammatica voor Nederlandse universiteitsstudenten. Een andere belangrijke publicatie van Zandvoort is English in the Netherlands: A study in linguistic infiltration uit 1964. Zandvoort ging in juli 1964 met emeritaat.

## Persoonlijk leven
Zandvoort was gehuwd en had drie kinderen; twee daarvan zijn echter op zeer jeugdige leeftijd overleden.